# 内田裕大 (俳優)
内田 裕大（うちだ ゆうた、1991年1月8日 - ）は、日本の俳優、モデル、映画監督。
広島県広島市出身。

## 略歴
- 広島市立沼田高等学校、 法政大学経済学部経済学科卒業。
- 2015年、俳優デビュー。
- 2021年、初監督・脚本の短編映画「ヒヤシンス」で東京神田ファンタスティックフィルムコンペティション、ハンブルク日本映画祭賞受賞。
- 2023年に株式会社ジュネスを退所し、2024年に新会社の「Bianchetto（ビアンケット）」に移籍。同年、日比合作映画『サンパギータ』で長編映画初主演を務める。

## 人物
- 広島県広島市出身。
- 身長175cm。靴のサイズ28cm。血液型はO型。
- 特技は水泳。3歳から始め、大学卒業まで選手として活躍。高校2年でアジアエージグループ選手権に日本代表として出場し、個人種目とリレー種目で5冠を達成。高校3年の国体で400m個人メドレー4位、全国JOCジュニアオリンピックカップ200・400m個人メドレー2位、オリンピック準強化選手に選出。法政大学に進学し、大学1年で日本学生選手権400m個人メドレー4位。大学3年で同種目3位。大学4年では体育会水泳部の主将を務め、ロンドンオリンピック選考会を兼ねた日本選手権で200・400m個人メドレー入賞などの成績を残す。[1]
- 中学・高校の水泳部や、国体の広島県水泳チームの主将を務めた。
- 引退後はマスターズにも出場しており、2017年日本マスターズ選手権で100m自由形優勝、2023年福岡世界マスターズ選手権で100mバタフライ8位に入賞している。
- 現在も自身の中国地方最高記録・広島県最高記録［400m個人メドレー］が残っている。（2024年現在）[2]
- 趣味はコーヒーを淹れる(ドリップ・ラテアート)、キックボクシング、映画鑑賞。
- 大学の学部パンフレットのクラブサークル欄に、在校生モデルとして掲載されたことがある。

## 受賞歴
- 2021年
  - 東京神田ファンタスティックフィルムコンペティション ハンブルク日本映画祭賞（「ヒヤシンス」）[3]
- 2023年
  - 国民的推しMENコンテスト ファイナリスト [4]
- 2024年
  - 第1回 デモリールショートコンペティション - グランプリ（「The Last Day」）[5]

## 出演

### テレビドラマ
- 大河ドラマ いだてん〜東京オリムピック噺〜 第28 - 32・36話（2019年7月28日 - 8月25日、9月22日 NHK総合） - 清川正二 役
- 貴族誕生 -PRINCE OF LEGEND- 第1・4 - 6話（2019年11月28日 - 12月26日 日本テレビ） - 全日土木社員 役
- 大河ドラマ 青天を衝け 第15話（2021年5月23日 NHK総合） - 岡山藩士 役
- 連続ドラマW HOTEL -NEXT DOOR-  第2話（2022年9月17日 WOWOW） - コック 役
- ドラマ10 大奥 第9回（2023年3月7日 NHK総合） - 左近 役

### WEBドラマ
- 今日からプリントデイズ「つづり、つづく物語」編（2023年3月29日- FUJIFILM japan公式YouTubeチャンネル） - ゆうた 役
- 美研創新 ドラマ「春よ、恋」（2023年9月5日 - Off&Relax 公式YouTubeチャンネル） - 哲也 役
- しゅくろーから夜ふかし「好きな人はいつも、好きになってはいけない人。」（2024年4月5日 - しゅくろーから夜ふかし公式YouTube チャンネル）-北中慎二 役

### 映画
- 身体を売ったらサヨウナラ（2017年 内田英治監督） - 警官 役
- ずれてるヤツら（2020年 サヤマサスケ監督） - 主演・リョウ 役
- 私が神んなる前の話（2021年 野呂悠輔監督） - 黒木ヒサト 役
- 罪人（2023年 矢光景巌監督） - 橋本佑都 役
- Milk（2023年 山本篤子監督） - 主演・六花 役
- サンパギータ（2024年 三室力也監督） - 主演・松山未来 役
- 友達をやめた日（2024年 山本篤子監督） - 男 役

### 舞台
- 疾風!!新選組~時を駆け抜けた漢たち~（2015年2月7日 - 11日、WoodyTheatre中目黒） - 藤堂平助 役
- The Last Rose Of Summer（2015年6月2日 - 7日、原田光規作・演出、ザムザ阿佐谷） - 相葉 役
- 劇団コラソン 第34回公演「ジミヘン」（2015年8月21日 - 23日、ニッポン放送イマジンスタジオ）
- アプリの王子様(仮)（2015年9月19日 - 23日、AQUAstudio） - 金沢役
- 劇団コラソン 第35回公演「ハローウィン」 （2015年10月24日 - 26日、ニッポン放送イマジンスタジオ）
- たやのりょう一座「いつも心に太陽を」（2016年7月27日 - 8月1日、つかこうへい作・劇団☆新感線こぐれ修演出、早稲田小劇場どらま館）
- KamakajiLab「The Dumb Waiter ～料理昇降機～」（2018年12月22・24日、代々木アクターズクリニック） - ガス 役
- Unknown（2021年12月1日 - 19日、SPACE雑遊） - 春本一澄／小出千春 役
- ミュージカル「夢に向かって ブルースな日々♪」（2023年5月26日 - 28日、是枝正彦作・演出、銀座博品館劇場） - 主演・竹ノ内 役
- 終戦80年追悼特別舞台公演/グループシアター第16回本公演「THE LAST SONG 2025 遺魂」（2025年8月14日 - 16日、梶原涼晴作・演出、伝承ホール）- 磯野正吉　役

### ショートムービー
- A MAN IN TOKYO（2017年 塩田秀樹監督）
- The Last Day （2024年 三室力也監督） - 颯太 役 ※脚本としても参加

### CM
- 大塚製薬「SOYJOY」(2016年)
- ニッスイ「おさかなのソーセージ」ポテサラ篇(2017年)
- 大塚製薬「RAIZIN」集団行動篇(2017年)
- ニッスイ「おさかなのソーセージ」焼きそば篇(2018年)
- 第四北越銀行(2021年)
- ドミノピザ(2021年-)
- AOKI「パジャマスーツ」(2021年)
- OCN光「ずばり、OCN！」登場篇(2021年)
- IHI「大空と大地の中で」／時代の声に応え続ける技術篇(2022年)
- すき家 すきすきセット「クレヨンしんちゃん　もののけ忍者かくれんぼ」篇(2022年)
- ANA 「旅からはじまる、新しい毎日へ。」　(2022年)
- リブネット (2022年)
- エバラ 「黄金の味 サッカー観戦篇」　(2022年)
- SMBCグループ　(2022年)
- 氷結無糖「いろんな思い込み篇」(2023年)
- NTT西日本「オープンイノベーションで新しい未来を 篇」(2023年)
- すき家 牛まぜのっけ朝食「いつだって、できたて。」篇(2023年)  - ナレーション
- ドミノピザ「NEW！マイドミノ 毎日を楽しく！」(2023年)
- ニトリ 「ソファに座ったまま使える 2Way こたつ」(2023年)
- 八幡屋礒五郎 七味缶誕生100周年記念CM「おいしいのは、信州の食卓です」篇 (2024年)
- ワールドインテック 工場でお悩みのあなた！編 (2024年)
- ことり不動産 TVCM (2024年)
- ピザハット 「PIZZA BEAUTIFUL DAY!」篇（2024年）
- コスモスイニシア「50周年ブランドム ービー」（2024年）
- チョコザップ「ちょこサポ」篇（2024年）
- リケンのノンオイル「青じそ いいじゃん食堂 カルボナーラ篇」（2024年）
- Moet&Chandon Ice Imperia（2024年）
- タマホーム タマホームスペシャル2024 第24回花火物語｜タマホームスペシャル2024 第2回花火物語 in岩見沢｜「はしゃぐパパ」篇（2024年）
- シスメックス「血液検査から、つぎの医療を考える。ードラキュラとの出会い篇一」（2024年）
- TVer「SMBC日本シリーズ2024をTVerで無料ライブ配信！」（2024年）
- リコー「挑戦をあきらめない」（2024年）
- JERA「使命はひとつ。方法はひとつじゃない。」再工ネ篇・ゼロエミ篇（2024年）
- シスメックス 「血液検査から、つぎの医療を考える。ードラキュラとの公園篇・空港篇ー」（2025年）
- 都道府県民共済グループ「新登場 ! 死亡保障特約」（2025年）
- サンスター トニック「サンスタートニックx遊☆戯☆王デュエルモンスターズコラボ動画第1弾」（2025年）
- 鈴与 企業CM「物流で、未来を解く。 」30秒（2025年）

### WEB CM
- 楽楽精算サービス（2018年)
- UberEats 名古屋篇(2019年)
- JR東日本 ダイナミックレールパック(2019年)
- Cisco Webex(2019年)
- EPSON dreamio(2020年)
- NISSN KICK e-POWER × Columbia(2021年)
- 出光興産(2021年)
- 富士通セキュリティ(2021年)
- RENOSY(2021年)
- AOKI パジャマスーツ(2021年)
- サイボウズ「縦割り組織の悪 ブモンゴートが現れた！」(2021年)
- 三井住友トラスト・アセットマネジメント(2021年)
- アクセルラボ「Spacecore」(2021年)
- 旭化成ファーム骨粗鬆症治療薬の開発ストーリー(2021年)
- パナソニックIHブランドムービー「いつもの日を愛の日に」(2022年)
- 日本ハムMeatful『コンセプトムービー』篇(2022年)
- 三井住友カード『stera packでお店のお悩み解決！〜対応していない支払い篇〜』(2022年)
- 資生堂 Ag DEO24
  - Ag DEO24『エージーデオで爽快！』篇(2022年-)
  - Ag DEO24 MEN『秋冬の油断大敵臭』篇(2022年)
  - Ag DEO24『エージーデオで爽快！A』篇(2023年) - ナレーション
- SOMPO ひまわり生命(2023年)
- Asana「仕事のための仕事」編(2023年)
- グロービス 学び放題(2023年)
- JCB「JCBのタッチ決済です こんにちは！どこでも」「JCBのタッチ決済です こんにちは！お急ぎでも」篇(2023年)
- 楽天市場「ワイン買うなら」（2024年）
- エスエス製薬 ハイチオール 「Happy Everyday, New Me!」篇（2024年）
- 都道府県民共済グループ「#夫婦で料理教室通ってみた」篇（2024年）
- JRE MALLブランド広告「愛はローカルにある」（2024年）
- エーザイ 不眠症疾患啓発 Web CM「眠れない わたしたち」（2024年）
- パナソニック ホールディングス　光と音、アプリでくらしを整える。パルック LEDシーリングライト（ライフコンディショニングシリーズ）（2024年）
- 三井住友カード「落ち着いて聞いてください篇」(2024年)
- 橫浜市観光協会 YOKOHAMA PRECIOUS

FLOWERS「いつもより華やかな“記念Day"を。」（2024年）　
- しまむら「FIBER HEAT」
  - 「FIBER HEAT 潤っとリッチ・デオリッチ スリッパ」（2024年）
  - 「FIBER HEAT CLEAN 男のニオイ対策 デオリッチインナー-暖かいだけじゃない-」（2024年）
- 三井住友信託銀行 新型金銭信託フューチャートラスト「託された未来をひらく」（2024年）
- しまむら「FIBER DRY さらっと DRY スリッパ」（2025年）
- 大塚製薬 オロナミンC 「ようこそ、新社会人！」（2025年）
- サントリー ルジェ「ビターカシス新発売」篇

### MV
- イズミフミ | 「"tell me why"」(2016年)
- Zenya「すきでもきらいでも」(2021年)
- 有馬元気「弱虫」（2024年）

### バラエティ
- あざとくて何が悪いの? （テレビ朝日）
  - SP第二弾（2020年4月17日）- ユウト役
  - SP第三弾（2020年7月25日）- トモヤ役
  - 2020年10月10日 - “遊び心とメリハリで掴むあざとい女” ケン役
  - 2021年4月6日 - “あざとくととのう女” カズキ 役
  - 2022年2月12日 - “岐阜の田中みなみ 再現VTR” 木下役
  - 2023年9月17日 - “指原莉乃が出会ったあざとい男女エピソード” 橋本役 他
- 炎の体育会TV ダイジェスト（2021年11月13日、TBS）
- ヒロミ・指原の“恋のお世話始めました” （ABEMA）
  - 2022年10月10日
  - 2023年2月9日
  - 2023年9月21日

### スチール・Web
- コロンビア・スポーツウェア
- arena
- しまむら
- 橫浜市観光協会
- MAIMO
- 湘南テラスモール
- アースコンフォートゾナー
- MIZUNO 卓球
- Shark EVOPOWER EX
- Alpen TIGORA
- 3M スコッチブライト
- 三菱プラントエンジニアリング
- Victor・JVC ワイヤレスイヤホン
- 野村不動産 PROUD
- BRICK&SONS
- 日本損害保険協会
- イオンバイク
- 河谷シャツ
- asics ACTIBREEZE
- Panasonic Beauty
- ピジョン Wuggy
- 日産自動車 U-CARS
- DiDiFood
- NISSAN KICKSePOWER × Columbia
- GO:GOOD
- NEC LAVIE
- bizcostokyo
- ORIGINAL STITCH
- D'URBAN
- スターバックス
- Nintendo TOKYO
- ららぽーと 柏の葉
- 東急スポーツオアシス
- グランドニッコー東京　台場
- ShuUemura
- リクルートShop
- 日産カーライフ保険
- IBJ「PARTY☆PARTY」
- STRASBURGO
- NTTdocomo「d払い」
- マリッジプラス
- 白金ビューティフルエイジンクリニック 他

### その他
- 北総鉄道 沿線情報誌「PLAY!HOKUSO」
- 西東社「パフォーマンスを上げる！DVD可動域ストレッチ&トレーニング」第二弾

## 監督作品
- ヒヤシンス（2021年） - 兼主演